# Josef Holub (Schauspieler)
Josef Holub (* 31. Dezember 1890 in Reichenberg, Österreich-Ungarn; † 8. November 1965 in Wien) war ein österreichischer Schauspieler.

## Leben und Wirken
Seit 1911 in der Kanzlei der Reichenberger Handelskammer tätig, bewarb sich Holub im Herbst 1912 als Kleindarsteller bei dem aus Prag nach Reichenberg übergesiedelten Kunstmaler, Schauspieler und späteren Filmproduzenten Rudolf Walter, der nach dem Erfolg seiner ersten beiden, im Sommer desselben Jahres in Wien gedrehten Kurzkomödien Mitwirkende für eine eigene Filmproduktion suchte. Und so entstand schon wenig später im Herbst 1913 mit Der Bauernschreck der erste Film, in dem Walter und Holub als Cocl & Seff, eines der ersten Slapstickduos der Filmgeschichte, zusammen auf der Leinwand zu sehen waren.
Während der massige Walter dabei den Part des tumben Cocl übernahm, spielte der schmale Holub den Seff, und mit ihren meist kurzen Cocl & Seff-Filmgrotesken erspielten sich beide nach Ende des Ersten Weltkriegs binnen kurzem beträchtliche Popularität. Ab 1921/22 schließlich belieferte Walters neugegründete Filmproduktionsfirma Cocl-Comedy die Wiener Sascha-Film bis 1924/25 regelmäßig mit kurzen Cocl & Seff-Komödien, die diese als Beiprogramme ihres eigenen Spielfilmrepertoires einsetzte.
Währungsturbulenzen führten in den Folgejahren zu einem rapiden Verfall der österreichischen Filmproduktion, und so zog sich Walter nach dem Ende der Cocl & Seff-Filme vollständig aus der Filmbranche zurück, um ab 1925 als Autohändler tätig zu sein. Nach einem Werbefilm für die Wiener Molkerei im Jahre 1926 – einer Parodie auf den im Jahr zuvor angelaufenen deutschen UFA-Film Wege zu Kraft und Schönheit – gab auch Holub seine Figur des Seff weitgehend auf, um fortan nur noch sporadisch mit Nebenrollen vor die Kamera zu treten.
Nach seinem einzigen Tonfilm, dem Ende 1931 in Prag entstandenen deutsch-tschechischen Schwank Wehe, wenn er losgelassen, in dem Holub nur noch eine kleinere Rolle, einen Diener, verkörpern durfte, verschwand er aus dem Blickfeld der Öffentlichkeit und lebte in der Folgezeit nach Zeitungsangaben von Werbefahrten für die Henkel-Waschmittelmarke Persil. 1941 wurde Holub zur Wehrmacht einberufen und in einem Flugausbildungsregiment in Sachsen stationiert, wo er 1943 zum Hauptmann befördert wurde. Nach Kriegsende lebte er bis zu seinem Tod im Jahre 1965 in Wien.

## Filmografie
| - 1913: Der Bauernschreck - 1913: Cocl als Hausherr - 1913: Die Folgen einer tollen Nacht - 1914: Kokl als Ehestifter - 1914: Ein moderner Minnesänger - 1914: Onkel Cocl und das Klassenlos - 1917: Im Goldfasan - 1917: Der Liebhaber in Nöten - 1919: Cocl geht zum Rendezvous - 1919: Seff in Liebesnöten - 1920: Seff als Bücherwurm - 1920: Seff als Sportsmann - 1920: Das tapfere Schneiderlein - 1920: Cocl und Seff als Villenbesitzer - 1920: Cocl, Seff und die schwarze Hand - 1920: Seff und die Jungfrauen - 1920: Seff als Boy - 1920: Seff als Bräutigam - 1920: Seff kostet 24,50 Dollar - 1920: Seff und die Visitenkarten - 1921: Seff will sich nicht begraben lassen - 1921: Seff als Detektiv; auch: Das weiße Strumpfband | - 1921: Cocl und Seff im Tingl-Tangl; auch: Seff im Varieté - 1921: Seff als Filmtragöde - 1921: Seff im Verschönerungssalon - 1921: Cocl und Seff am Strandpicknick - 1922: Die Wasserheilanstalt - 1922: Cocl und Seff als Vagabunden - 1922: Seff auf dem Postamt - 1922: Seff als Reporter - 1922: Cocl und Seff beim Wassersport - 1923: Das Flappergirl; auch: Seff - der Räuberhauptmann - 1923: Seff boxt sich in die Ehe - 1923: Seff als Athlet - 1923: Seff im Arrest - 1923: Seff entspringt - 1923: Seff als Pantoffelheld - 1924: Seff als Störenfried - 1925: Das gestörte Rendzvous - 1926: Seff auf dem Wege zur Kraft und Schönheit (Werbefilm) - 1927: Die Ehe einer Nacht. Die Laune einer mondänen Frau (Langspielfilm) - 1929: Wenn „Götz“ es befiehlt - 1932: Wehe, wenn er losgelassen (Langspielfilm) |

Soweit nicht anders angegeben, handelt es sich um Kurzfilme.